# ناپدید شدن ایتن کارتر
«ناپدید شدن ایتن کارتر» (انگلیسی: The Vanishing of Ethan Carter) یک بازی ویدئویی جهان باز در سبک بازی ماجراجویی است که توسط و در سال ۲۰۱۴ و در پلت‌فرم پلی‌استیشن ۴، اکس‌باکس وان و نینتندو سوئیچ منتشر شده‌است.